# 물병자리 오메가2
물병자리 오메가2는 천구 적도 근처 물병자리 방향에 있는 삼중성계이다. ‘오메가’는 바이어 명명법에 따라 표기한 것이다. 겉보기 등급은 4.49로 맨눈으로 볼 수 있다. 이 별까지의 거리는 히파르코스 위성이 수집한 시차 자료에 따르면 약 149광년이다.
오메가2 항성계에서 가장 밝은 주성은 무겁고 밝은 분광형 B9 V의 B형 주계열성이다. 이 별의 반지름은 태양의 두 배에 이르고 적도에서의 자전 속도는 초당 148 킬로미터로 태양의 74배 정도이다. 항성의 외곽 대기 유효 온도는 약 10,504 켈빈으로 우리 눈에 청백색 빛을 뿜는 것처럼 보인다.
주성으로부터 가까이 붙어 돌고 있는 제1 짝별은 그 분광형이 확실히 밝혀지지 않았다. 주성으로부터 5.7초각 떨어져 있는 제2 짝별은 분광형 K의 주계열성이며 겉보기 등급은 9.5이다. 오메가2 항성계는 태양으로부터 163광년 이내에 있는 100개의 강력한 엑스선원 중 하나이다. 오메가2 항성계가 뿜는 엑스선의 밝기는 초당 1.2 × 1030 에르그이다.